# Copa Merconorte
Die Copa Merconorte war ein Vereinsfußballwettbewerb, welcher in den Jahren 1998 bis 2001 vom südamerikanischen Kontinentalverband CONMEBOL ausgetragen wurde. Er war der Gegenpol zur Copa Mercosur, die thematisch an der Mitgliedschaft ihrer Heimatländer der Teilnehmervereine beim Handelspakt Mercosur ausgerichtet war. Im Gegensatz dazu existierte ein Merconorte allerdings nicht. rsssf.org merkt zur Copa Mercosur an, dass der Wettbewerb wohl hauptsächlich die Fernseheinnahmen diverser südamerikanischer Spitzenvereine mehren sollte.
Anfänglich nahmen Vereine aus Venezuela, Kolumbien, Ecuador, Peru und Bolivien teil. Später kamen noch Klubs aus den USA, Costa Rica und Mexiko dazu.
Nachfolger des nie sonderlich populären Wettbewerbes sollte die Copa Panamericana werden, deren Erstaustragung von 2002 auf 2003 verschoben wurde und die letztlich nicht zur Austragung kam. An ihrer Stelle findet seit 2002 die Copa Sudamericana statt.
In den Jahren 1998 und 1999 nahmen 12 Mannschaften am Wettbewerb teil. Die Klubs spielten in 3 Gruppen. Diese qualifizierten sich zusammen mit dem besten zweitplatzierten Team für die Semifinalspiele. Das Finale wurde ebenso wie das Semifinale in Hin- und Rückspielen ausgetragen.
2000 and 2001 nahmen 16 Klubs teil, die in 4 Gruppen aufgeteilt wurden. Die Gruppensieger qualifizierten sich für die Semifinalspiele.

## Die Endspiele und Sieger
| Jahr | Sieger            | Ergebnisse           | Finalist               |
| ---- | ----------------- | -------------------- | ---------------------- |
| 1998 | Atlético Nacional | 3:1 / 1:0            | Deportivo Cali         |
| 1999 | América de Cali   | 1:2 / 1:0, 5:3 i. E. | Independiente Santa Fe |
| 2000 | Atlético Nacional | 0:0 / 2:1            | Millonarios FC         |
| 2001 | Millonarios FC    | 1:1 / 1:1, 3:1 i. E. | Club Sport Emelec      |